# Dortmund-Wickede
Wickede är en stadsdel i Dortmund. Stadsdelen ligger öster om Dortmunds centrum vid motorvägen A1, stadsdelen ligger också vid förbundsvägen B1. Flughafen Dortmund ligger i stadsdelen.